# نظمي (اسم)
نظمي هو اسم علم مذكر من أصل عربي، ومعناه هو المنسوب إلى النظم، المحب للنظام الترتيب والتنظيم.

## شخصيات تحمل الاسم
- نظمي أوجي (رجل أعمال من المملكة المتحدة، 11 يونيو 1937 – )
- نظمي البدوي (لاعب كرة قدم من الولايات المتحدة الأمريكية، 24 أغسطس 1991[3] – )
- نظمي النصر
- نظمي جريبشي (لاعب كرة قدم ألباني، 5 يوليو 1997[4] – )
- نظمي لوقا (1920 – 1987)

## وصلات خارجية
- موسوعة السلطان قابوس لأسماء العرب